# Achsneigung
Als Achsneigung (auch: Achsenneigung, Achsschiefe) wird bei einem Messgerät die Abweichung einer Achse von der Horizontalen oder der Vertikalen bezeichnet. In der Astronomie wird als Achsneigung auch der Winkel zwischen der Rotationsachse eines Himmelskörpers und der Normalen seiner Orbitalebene (Umlaufbahn) bezeichnet.

## Messtechnik
Eine Achsneigung wirkt sich i. a. als systematischer Fehler auf die Messung aus und muss daher gesondert betrachtet und eliminiert werden. Die häufigste Methode dazu ist, eine genaue Libelle oder einen digitalen Sensor an der Achse anzubringen und während der Messung sowie anschließend in entgegengesetzter Lage des Gerätes abzulesen.

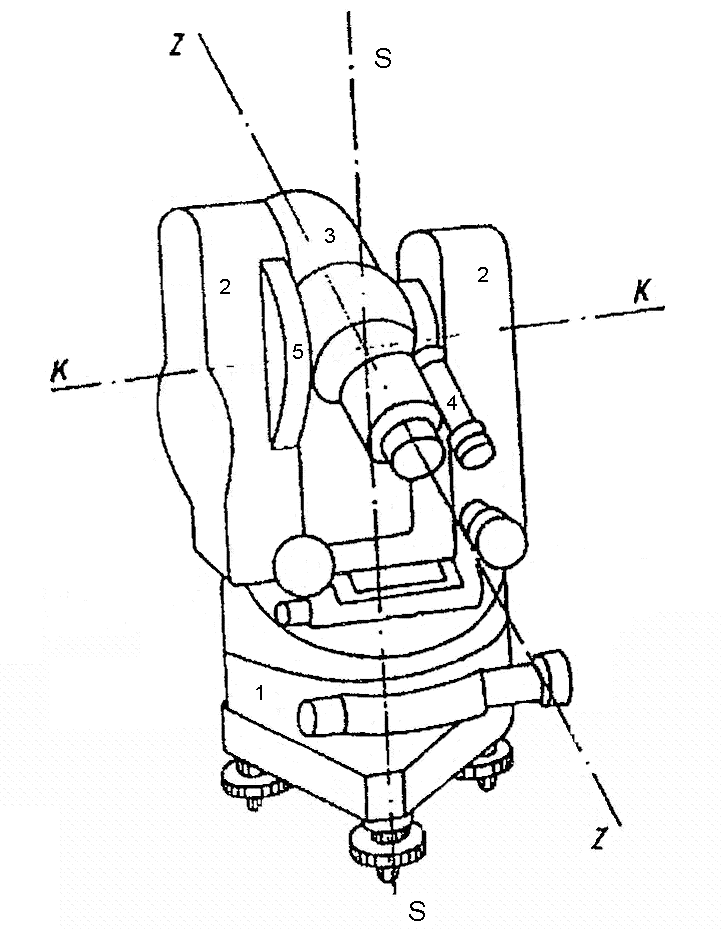
Die drei Achsen eines Theodolits: Stehachse S, Kippachse K, Zielachse Z

Bei Universalinstrumenten und Theodoliten werden folgende Achsneigungen unterschieden:
- Stehachsenfehler – die Abweichung der vertikalen Drehachse von der Lotrichtung. Es wird angestrebt, ihn schon beim Aufstellen des Instruments unter etwa 10″ zu halten und den Rest durch die Alhidaden- bzw. Reiterlibelle oder einen sensorischen Kompensator zu messen. Seine Wirkung auf einen Zielpunkt nimmt mit dem Tangens des Höhenwinkels zu.
- Kippachsenfehler – die Neigung der horizontalen Achse, auf der das Zielfernrohr sitzt; aber auch die konstruktiv bedingte Nicht-Orthogonalität zwischen Steh- und Kippachse. Sie kann durch Messung in zwei Kreislagen eliminiert werden.
- Zielachsenfehler – die Nicht-Orthogonalität zwischen Kipp- und Zielachse. Sie kann ebenfalls durch die Messanordnung eliminiert werden, muss aber zuvor durch Justierung des Fadenkreuzes auf einen Wert unter etwa 10″ gebracht werden (was rund 0,01 mm entspricht).

Beim Nivelliergerät ist nur die Achsneigung in Richtung des Fernrohrs relevant und wird bei modernen Instrumenten automatisch durch einen präzisen Pendelkörper kompensiert (automatisches Nivellier). Bei Kanallasern und anderen Zielinstrumenten muss sie durch genaue Kalibrierung auf Null gebracht werden, während sie bei festen Anlagen des Maschinenbaus durch Justierung in den Lagern beseitigt wird.

## Astronomie

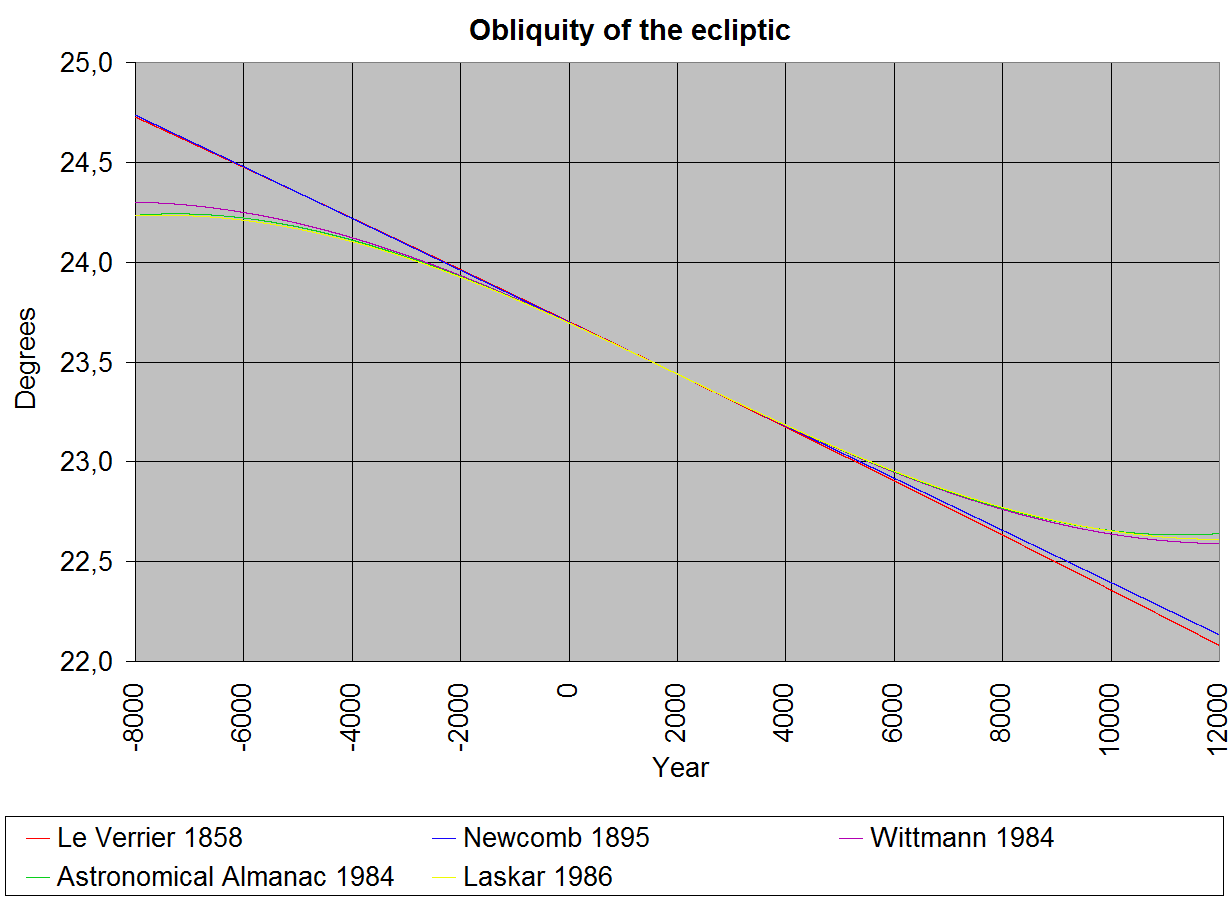
41.000-Jahre-Zyklus der Obliquität der Erdachse

Die Achsneigung eines Planeten oder Mondes ist der Winkel zwischen seiner Rotationsachse und der Normalen auf seine Bahnebene. Sie bestimmt u. a. die auf diesem Himmelskörper auftretenden Jahreszeiten. Achsneigungen zwischen 90° und 270° kennzeichnen eine rückläufige (retrograde) Rotation.
Die Erde hatte Anfang 2000 eine Achsneigung von 23° 26′ 21,406′′ (= 23° + 26°/60 + 21,406°/3600 = 23,439279444…° ~ 23,439279°), die auch die Polarkreise und Wendekreise definiert. Zur zyklischen Veränderung dieses Wertes siehe hier.